# Anthony St Leger

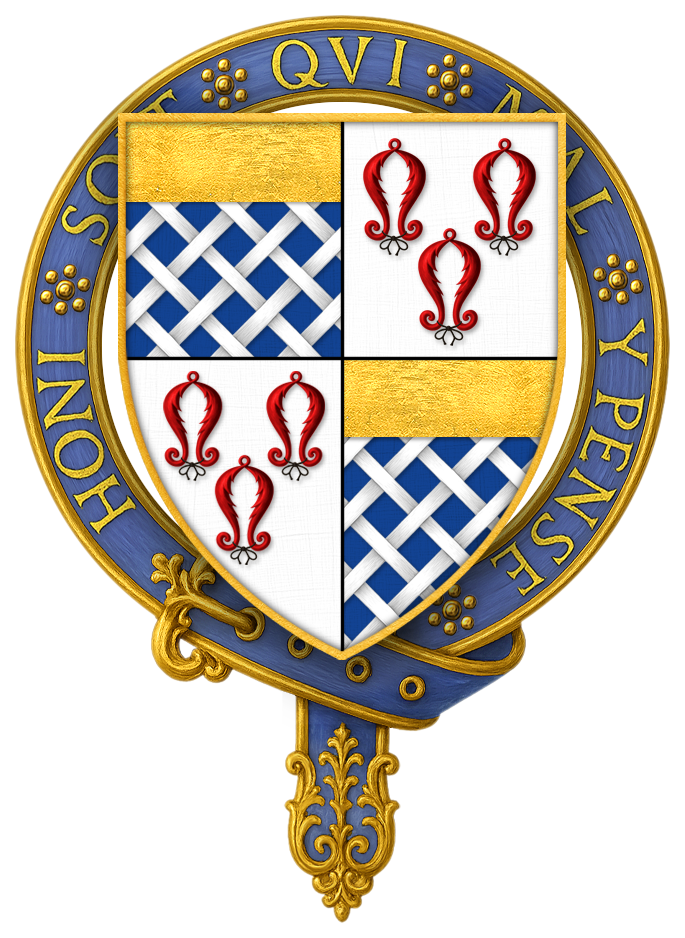
Armas de Señor Anthony St. Leger, KG: trimestral 1 & 4: Azure fretty argent, un jefe gules (St Ledger); 2 & 3: Argent, tres pares de barnacles gules ligó sable (Donet de Silham, Rainham, Kent), circunscrito por el Garter

Anthony St Leger (c. 1496 – 16 de marzo de 1559), KG,  de Ulcombe y Leeds Castle en Kent, fue un político inglés y Lord Diputado de Irlanda durante el periodo Tudor.

## Orígenes y carrera
Anthony St Leger era el hijo mayor de Ralph II St Leger de Ulcombe, Kent con su mujer Isabel (o Elizabeth) Haute.
Fue educado en el extranjero y en la Universidad de Cambridge. Rápidamente obtuvo el favor de Enrique VIII (1509–1547), y en 1537 fue nombrado presidente de una comisión de consulta sobre la condición de Irlanda. En el curso de este trabajo,  obtuvo muchos conocimiento acerca del país. En 1539 fue ordenado caballero y nombrado Sheriff de Kent.

### Lord Diputado de Irlanda
El 7 de julio de 1540, Sir Anthony fue nombrado Lord Diputado de Irlanda y se le encomendó la represión del desorden. Actuó contra el clan MacMorrough Kavanagh, que llevaba mucho tiempo reclamando el título de rey de Leinster, y a los que se le permitía mantener sus tierras únicamente por aceptar el sistema inglés de tenencia feudal. Aplicando una política similar, había conseguido la obediencia de los O'Mores,  O'Tooles y O'Conors en Leix y Offaly. Se reconcilió con los O'Brien en el oeste y con el Conde de Desmond en el sur y obtuvo la aprobación del Parlamento Irlandés de Dublín del acta que con fería el título de Rey de Irlanda a Enrique VIII y sus herederos. Conn O'Neill, quién había permanecido, se vio obligado a someterse.
La política de St Leger fue, en general, de moderación y conciliación, más de lo que le hubiera gustado a Enrique VIII. Recomendó a la cabeza de los O'Brien, cuando dio muestras positivas de acatamiento, para el título de Conde de Thomond. O'Neill fue creado Conde de Tyrone. A instancias de St Leger se crearon en 1541 seis nuevos títulos irlandeses de nobleza: St Leger argumentó  que la lealtad de la nobleza Anglo-irlandesa podía conseguirse más fácilmente con "regalos pequeños y persuasión sincera que con rigor",  lo que parece para ser una crítica implícita de la salvaje represión con la que se había sofocado la rebelión de Silken Thomas.
Se creó un consejo para gobernar Munster y en 1544 se reclutaron soldados irlandeses para el servicio en las guerras de Enrique VIII. La influencia personal de St Leger probó ser de gran importancia durante una revuelta ocurrida durante su visita a Inglaterra en 1544 y el rápido restablecimiento del orden a su regreso. St Leger se mantuvo en su cargo durante el reinado de Eduardo VI (1547–1553), consiguiendo sofocar los intentos de rebelión por O'Conors y O'Byrne. Entre 1548 y 1550 Sir Anthony permaneció en Inglaterra y regresó a Irlanda con la tarea de introducir la liturgia reformada en aquella isla. Sus métodos conciliadores llevaron a que fuera reclamado nuevamente en el verano de 1551. Después de la ascensión de Maria I (1553–1558) fue nombrado nuevamente Lord Diputado en octubre de 1553, pero fue acusado de falsedad en las cuentas, lo que causó una nueva llamada a Inglaterra en 1556. Murió mientras la acusación estaba todavía en fase de investigación, momento en que había sido elegido Parlamentario por Kent.

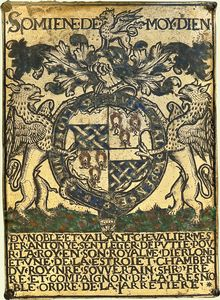
Placa de la Jarretera de Sir Anthony St Leger, en la Capilla de San Jorge del castillo de Windsor

## Carácter
St. Leger parece haber sido un hombre pendenciero e impopular; ciertamente mantuvo muy malas relaciones con otras figuras principales de la administración de Dublín, particularmente John Alan, Lord Canciller de Irlanda, y George Browne, Arzobispo de Dublín. Tras varias quejas de St. Leger, Alan fue desposeído de su cargo y, aunque fue restablecido más adelante, las relaciones entre ambos hicieron imposible el trabajo conjunto. El Arzobispo Browne acusó a St. Leger de pronunciar palabras de traición, dando a Alan como su fuente, pero los cargos no prosperaron cuando Alan, sorprendentemente, rechazó confirmar la información. Cuándo St. Leger entregó un alto mando militar a James Butler, 9.º Conde de Ormond, fue acusado por los aliados de Alan de poner en peligro intencionadamente la vida de Ormond. La misteriosa muerte de Ormond, envenenado en Londres en 1546 junto con 16 miembros de su séquito en una cena en el palacio de Ely resultó, cuando menos, extremadamente conveniente para St. Leger, aunque hay no pruebas directas de su implicación (principalmente porque no hubo investigación, pese al estatus social de Ormond).

## Matrimonio y descendencia
St Leger se casó con Agnes Warham,  hija de Sir Hugh Warham de Croydon,  y sobrina de William Warham, Arzobispo de Canterbury. Tuvieron cinco hijos y dos hijas, entre los que se incluyen:
- William St Leger, que murió antes que su padre habiendo dejado un hijo, Warham St Leger (d. 1600) cuyo hijo fue, a su vez William St Leger (d. 1642), Presidente de Munster.
- Warham St Leger.
- Anthony St Leger,  Maestro de los Rollos en Irlanda en 1593; algunas fuentes le describen como sobrino más que como hijo de Anthony.[7]

### Atribución
Este artículo incorpora texto de una publicación sin restricciones conocidas de derecho de autor:  Varios autores (1910-1911). «Encyclopædia Britannica».  En Chisholm, Hugh, ed. Encyclopædia Britannica. A Dictionary of Arts, Sciences, Literature, and General information (en inglés) (11.ª edición). Encyclopædia Britannica, Inc.; actualmente en dominio público.
  : Chisholm, Hugh, ed. (1911). 